# 제3대 배서스트 백작 헨리 배서스트
제3대 배서스트 백작 헨리 배서스트 (Henry Bathurst, 3rd Earl Bathurst, KG, PC, 1762년 5월 22일 ~ 1834년 7월 27일)은 영국의 귀족이자, 정치인, 추밀원 고문관이었다. 배서스트 경은 제2대 배서스트 백작 헨리 배서스트의 장남으로, 어머니는 토머스 스카웬의 딸 트라이피나 스카웬(Tryphena Scawen)이다. 헨리는 1773년부터 1778년까지 이튼 칼리지에서 교육을 받고, 옥스퍼드 크라이스트 처치에서 대학 교육을 마쳤다.
1794년 배서스트 백작위를 물려받을 때까지 앱슬리 경(Lord Apsley)이라는 의례 칭호로 불렸다. 가터 훈장을 받았다.

## 정치 경력
대법관과 추밀원 의장(Lord President of the Council)을 맡았던 변호사, 정치가인 부친 제2대 배서스트 백작 헨리 배서스트와 아내의 트라이피나 사이에서 태어났다. 이튼 칼리지를 거쳐 1773년부터 1778년까지 옥스퍼드 크라이스트 처치에서 공부를 하였다.
1783년에서 작위를 세습하여 귀족원으로 옮겨 1794년까지 글로스터셔 주 사이렌 스타 선거구 선출된 서민원 의원이 된다. 의회는 보수당에 소속되었다.
윌리엄 피트와 친하게 지냈으며, 그의 아래에서 1783년부터 1789년까지 해군 총독(Lord of the Admiralty)을 역임했고, 1789년에서 1791년까지 재무부장(Lord of the Treasury)을 맡았다. 1793년에서 1802년까지 영국 동인도 회사 감독 기관장(Commissioner of the Board of Control)을 맡았다. 1804년에 피트가 또 다시 총리가 되면서, 배서스트는 조폐국장(Master of the Mint)에 임명되었다.
3대 포틀랜드 공작 윌리엄 캐번디시벤팅크가 1807년에 구성한 제2차 내각에서는 상무부 장관(President of The Board of Trade) 겸 조폐국장으로 입각한 다음 스펜서 퍼시벌의 내각에서도 두 직을 계속 맡았다. 또한 1809년에는 외무부 장관인 조지 캐닝과 육군 식민지 장관인 캐슬레이 자작 로버트 스튜어트가 결투 사건을 일으켜 사직한 것을 물려받아 2개월 동안 외무부 장관을 겸하였다.
1812년 제2대 리버풀 백작 로버트 젱킨슨의 내각에서 육군 식민지 장관으로 입각하였다. 배서스트는 유능한 장관이었으며, 반도 전쟁의 와중에 육군을 담당하는 각료로서의 직무를 완수했다. 차관인 헨리 골번과 함께 육군 식민지 절약의 개혁도 단행했고, 청서(Blue book)를 도입했다. 골번의 후임 차관이 된 로버트 윌못 호튼은 배서스트 이전 이 직무를 맡은 누구보다 주목할만하다고 평했다. 또한 그는 인도적 견지에서 노예 제도 폐지 운동을 지지했다.
제1대 웰링턴 공작 아서 웰즐리가 1828년에 구성한 내각에서는 추밀원 의장으로 입각하였다. 토리당 소속이면서도 가톨릭교도 해방령에 찬성의 입장을 취했지만, 제1차 선거법 개정안(Reform Bill)은 강력하게 반대를 했다. 1830년에 퇴임하고 정치 경력을 마쳤다.
1793년에 추밀원 고문관이 되었고, 1817년에 가터 훈장을 수여받았다.
1834년에 런던에서 사망하여, 글로스터셔주 사이렌 스타에 묻혔다. 작위는 장남 헨리가 물려받았다.

## 유산
호주의 뉴사우스웨일스주에 있는 배서스트 군과 배서스트 시와 노던 준주(노던 테리토리)의 배서스트 섬, 캐나다의 뉴브런즈윅에 있는 배서스트 시와 누나부트 준주에 있는 배서스트 섬, 감비아의 수도 반줄의 배서스트는 그를 기념하여 이름을 붙인 것이다.